# Juri Sergejewitsch Ossipow

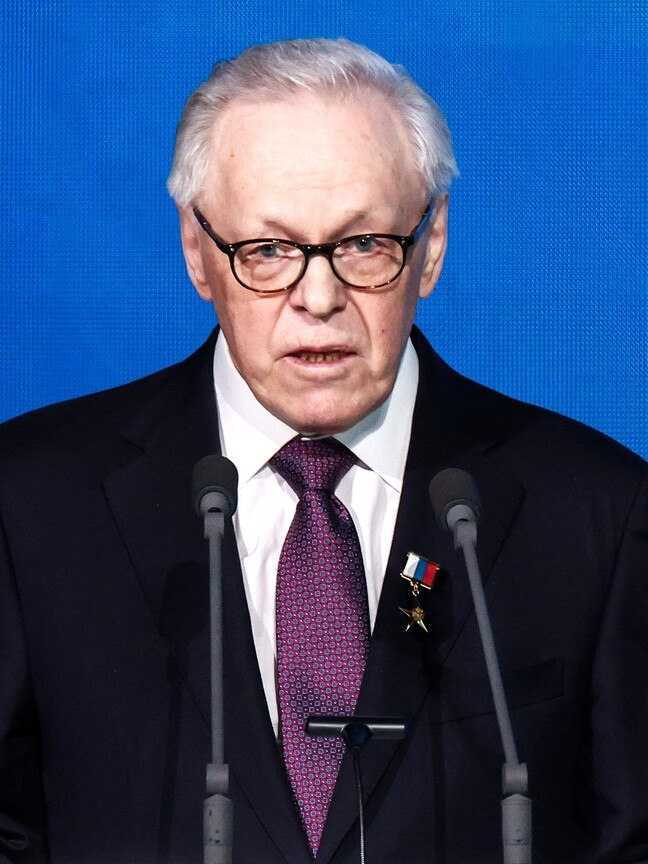
2024

Juri Sergejewitsch Ossipow (russisch Юрий Сергеевич Осипов; englische Transkription Yurii Sergeevich Osipov; * 7. Juli 1936 in Tobolsk) ist ein russischer Mathematiker und Spezialist für Mechanik. Seit 1987 ist er Mitglied der Russischen Akademie der Wissenschaften und war von 1991 bis 2013 deren Präsident.

## Leben
Nach dem Studium der Mechanik an der Staatlichen Gorki-Universität des Uralgebiets, war Ossipow zunächst an seiner Alma Mater tätig, bevor er 1969 ans Institut für Mathematik und Mechanik der Abteilung Ural der Akademie der Wissenschaften der UdSSR ging. Dort leitete er ab 1972 die Abteilung Differenzialgleichungen und ab 1986 das gesamte Institut. 1993 ging er nach Moskau, um den Posten des Direktors des Steklow-Instituts für Mathematik zu übernehmen, den er bis 2004 innehatte.
1965 wurde Ossipow promoviert, 1971 habilitiert (russischer Doktortitel), 1975 erhielt er den Professorentitel. 1984 wurde Ossipow als korrespondierendes Mitglied in die Akademie der Wissenschaften der UdSSR gewählt (in der Abteilung Mechanik und Kontrollprozesse) und wurde drei Jahre später Vollmitglied (Abteilung Maschinenbau, Mechanik und Kontrollprozesse). Im Dezember 1991 wurde Ossipow zum Präsidenten der, aus der Akademie der Wissenschaften der UdSSR hervorgegangenen, Russischen Akademie der Wissenschaften gewählt und löste Guri Martschuk ab. 1996, 2001, 2006 und 2008 wurde er wiedergewählt. Auch 2013 stand er zur Wiederwahl, zog jedoch seine Kandidatur auf der Präsidiumssitzung der Akademie fünfzehn Tage vor der Wahl zurück. Am 29. Mai 2013 wurde Wladimir Fortow zu seinem Nachfolger gewählt.
Ossipow befasste sich mit Dynamischen Systemen und deren Kontrolle, mit Anwendung in Mechanik und Maschinenbau.
Ossipow war auch Mitglied des Sicherheitsrates der Russischen Föderation.
Ossipow erhielt zahlreiche Preise und Auszeichnungen, darunter den Verdienstorden für das Vaterland aller vier Klassen, den Alexander-Newski-Orden, und den Verdienstorden der Italienischen Republik. Ferner ist Ossipow seit 2003 Ritter und seit 2011 Kommandeur der französischen Ehrenlegion. Im Februar 2024 wurde er als Held der Arbeit der Russischen Föderation ausgezeichnet. Er ist seit 1996 korrespondierendes Mitglied der Österreichischen Akademie der Wissenschaften. Der Ukrainischen Akademie der Wissenschaften gehört er als auswärtiges Mitglied an.
1997 erhielt er die Leonhard-Euler-Goldmedaille und 2010 den Demidow-Preis.

## Bücher
- Osipov, Yu. S.; Kryazhimskii, A. V. Inverse problems for ordinary differential equations: dynamical solutions. Gordon and Breach Science Publishers, Basel, 1995. ISBN 2-88124-944-2
- Herausgeber mit Andrei Andrejewitsch Bolibruch, Jakow Grigorjewitsch Sinai Mathematical events of the twentieth century, Springer Verlag 2006